# 15 Years: Best Hit Selection
Albums de Globe
Maniac
(2006)
EPs par Globe
New Deal
(2006)
15 Years, sous-titré -Best Hit Selection- (titré en majuscules : 15YEARS -BEST HIT SELECTION-), est un triple album compilation de titres du groupe Globe sorti en 2010. Deux coffrets-compilations homonymes sortent aussi le même jour : l'intégrale 15 Years -Anniversary Box- et 15 Years -TK Selection- (sélection par Tetsuya Komuro).

## Présentation
L'album 15 Years -Best Hit Selection-, coécrit, composé et produit par Tetsuya Komuro, sort le 29 septembre 2010 au Japon sur le label Avex Globe de la compagnie Avex, à l'occasion des quinze ans d'existence du groupe. Il sort alors qu'il est en pause, quatre ans après la sortie de son précédent disque, le mini-album New Deal (entre-temps sont cependant sortis en 2007 deux compilations de titres du groupe dans la série Complete Best). 
Il atteint la 19e place du classement des ventes de l'Oricon, et reste classé pendant huit semaines. Il se vend mieux que le précédent mini-album du groupe, mais moins bien que tous ses autres albums sortis auparavant.
C'est un triple album qui compile dans le désordre 30 chansons du groupe, dont les chansons-titres de 21 de ses 30 singles sortis jusqu'alors (certaines figurant ici dans leurs versions remaniées parues en albums et non dans leurs versions d'origine parues en singles), six autres chansons tirées d'albums du groupe, et la chanson du single solo attribué à "Globe featuring Keiko" (chanteuse du groupe).
L'album contient aussi à la fin deux chansons inédites du groupe, initialement prévues sortir en single en 2008 avant que le projet ne soit annulé à la suite des problèmes judiciaires rencontrés par Tetsuya Komuro. L'une d'elles est une reprise de Get Wild, chanson du précédent groupe de Komuro TM Network qui servait de générique à la série télévisée City Hunter en 1987. C'est la couverture originellement prévue pour ce single, dessinée par Tsukasa Hōjō (mangaka de la série City Hunter), qui est utilisée pour la compilation. Le clip vidéo inédit tourné pour la reprise de Get Wild figure en piste vidéo bonus "CD extra" sur le troisième disque de la compilation.

## Liste des titres
La musique est composée et arrangée par Tetsuya Komuro, sauf celle du titre n°2 du CD3 par Holland-Dozier-Holland. Les paroles sont écrites par Tetsuya Komuro et Marc, sauf n°4 et 5 du CD1 et 1 et 4 du CD2 (par Komuro seul), 10 du CD2 (par Keiko et Marc), 7 du CD3 (par Keiko), 2 du CD3 (par Holland-Dozier-Holland et Marc), et 9 du CD3 (par Mitsuko Komuro).
| CD 1  | CD 1                              | CD 1       | CD 1  | CD 1 | CD 1 | CD 1 | CD 1 | CD 1 | CD 1 |
| No    | Titre                             | Origine    | Durée |      |      |      |      |      |      |
| ----- | --------------------------------- | ---------- | ----- | ---- | ---- | ---- | ---- | ---- | ---- |
| 1.    | Departures (DEPARTURES)           | 4e single  | 5:16  |      |      |      |      |      |      |
| 2.    | Face (FACE)                       | 8e single  | 6:13  |      |      |      |      |      |      |
| 3.    | Can't Stop Fallin' in Love        | 7e single  | 5:49  |      |      |      |      |      |      |
| 4.    | Feel Like Dance (Feel Like dance) | 1er single | 5:56  |      |      |      |      |      |      |
| 5.    | Sweet Pain (SWEET PAIN)           | 3e single  | 5:09  |      |      |      |      |      |      |
| 6.    | Faces Places (FACES PLACES)       | 9e single  | 6:29  |      |      |      |      |      |      |
| 7.    | Love Again (Love again)           | 12e single | 4:46  |      |      |      |      |      |      |
| 8.    | Perfume of Love (Perfume of love) | 16e single | 6:27  |      |      |      |      |      |      |
| 9.    | Sa Yo Na Ra                       | 14e single | 5:18  |      |      |      |      |      |      |
| 10.   | Wanderin' Destiny                 | 11e single | 6:16  |      |      |      |      |      |      |
| 57:09 |                                   |            |       |      |      |      |      |      |      |

| CD 2  | CD 2                                                  | CD 2             | CD 2  | CD 2 | CD 2 | CD 2 | CD 2 | CD 2 | CD 2 |
| No    | Titre                                                 | Origine          | Durée |      |      |      |      |      |      |
| ----- | ----------------------------------------------------- | ---------------- | ----- | ---- | ---- | ---- | ---- | ---- | ---- |
| 1.    | Joy to the Love (Joy to the love)                     | 2e single        | 4:16  |      |      |      |      |      |      |
| 2.    | Sweet Heart (sweet heart)                             | 15e single       | 4:52  |      |      |      |      |      |      |
| 3.    | Anytime Smokin' Cigarette (Anytime smokin' cigarette) | 10e single       | 7:42  |      |      |      |      |      |      |
| 4.    | Precious Memories                                     | de l'album Globe | 6:14  |      |      |      |      |      |      |
| 5.    | Many Classic Moments                                  | 26e single       | 6:09  |      |      |      |      |      |      |
| 6.    | Wanna Be a Dreammaker (wanna Be A Dreammaker)         | 13e single       | 5:36  |      |      |      |      |      |      |
| 7.    | Is This Love (Is this love)                           | 6e single        | 5:33  |      |      |      |      |      |      |
| 8.    | Freedom (FREEDOM)                                     | 5e single        | 4:43  |      |      |      |      |      |      |
| 9.    | Genesis of Next (genesis of next)                     | 25e single       | 9:50  |      |      |      |      |      |      |
| 10.   | Still Growin' Up (still growin' up)                   | 18e single       | 4:41  |      |      |      |      |      |      |
| 64:09 |                                                       |                  |       |      |      |      |      |      |      |

| CD 3  | CD 3                                           | CD 3                                       | CD 3  | CD 3 | CD 3 | CD 3 | CD 3 | CD 3 | CD 3 |
| No    | Titre                                          | Origine                                    | Durée |      |      |      |      |      |      |
| ----- | ---------------------------------------------- | ------------------------------------------ | ----- | ---- | ---- | ---- | ---- | ---- | ---- |
| 1.    | I'm Still Alone (I'm still alone)              | de l'album Love Again                      | 5:40  |      |      |      |      |      |      |
| 2.    | Stop! In the Name of Love                      | 24e single                                 | 6:48  |      |      |      |      |      |      |
| 3.    | Judgement                                      | de l'album Globe 2 Pop/Rock                | 5:35  |      |      |      |      |      |      |
| 4.    | Regret of the Day                              | de l'album Globe                           | 5:16  |      |      |      |      |      |      |
| 5.    | Love Goes On !! (Love goes on!!)               | de l'album Globe 2 Pop/Rock                | 4:45  |      |      |      |      |      |      |
| 6.    | Over the Rainbow (OVER THE RAINBOW)            | 27e single (co-face A)                     | 6:19  |      |      |      |      |      |      |
| 7.    | On the Way to You (on the way to YOU)          | Single de "Globe featuring Keiko"          | 5:37  |      |      |      |      |      |      |
| 8.    | You Are the One (You are the one ; reprise)    | de l'album Love Again                      | 5:27  |      |      |      |      |      |      |
| 9.    | Get Wild (reprise)                             | Titre inédit ; single annulé en 2008       | 4:45  |      |      |      |      |      |      |
| 10.   | Spicy Girls                                    | Titre inédit ; single annulé en 2008       | 4:15  |      |      |      |      |      |      |
| +.    | Get Wild (Video Clip) (CD-Extra / bonus vidéo) | Clip vidéo inédit du single annulé en 2008 |       |      |      |      |      |      |      |
| 55:21 |                                                |                                            |       |      |      |      |      |      |      |

## Coffret Anniversary Box
15 Years -Anniversary Box- (15YEARS -ANNIVERSARY BOX-) est un coffret "intégrale" du groupe Globe, sorti le 29 septembre 2010 au Japon sur le label Avex Globe de la compagnie Avex à l'occasion des quinze ans d'existence du groupe, le même jour que la compilation 15 Years -Best Hit Selection- et le coffret 15 Years -TK Selection-. Il atteint la 66e place du classement des ventes d'albums de l'Oricon.
Il contient 20 CD et 13 DVD, dont tous les albums et vidéos sortis par le groupe de 1996 à 2006 (il est en pause depuis), excluant compilations et collections de clips en doublon, soit 10 albums studio (dont un double CD), un mini-album, une double compilation avec de nombreux inédits, cinq albums de remix, neuf vidéos (dont un double DVD), et le DVD inclus avec l'un des albums de remix. 
Il contient aussi un CD supplémentaire (15 Years Special CD) contenant cinq titres inédits (trois versions live et deux titres prévus sortir en single en 2008 avant l'annulation du projet : une reprise de Get Wild et Spicy Girls), et deux nouveaux DVD de séquences inédites (15 Years Special DVD 1 avec des interprétations live et quelques clips, et 15 Years Special DVD 2 avec des documentaires et making of) qui figurent aussi dans le coffret TK Selection.
Disques

## Coffret TK Selection
15 Years -TK Selection- (15YEARS -TK SELECTION-) est un coffret du groupe Globe, sorti le 29 septembre 2010 au Japon sur le label Avex Globe de la compagnie Avex à l'occasion de ses quinze ans d'existence, le même jour que la compilation 15 Years -Best Hit Selection- et le coffret 15 Years -Anniversary Box-. Il atteint la 38e place du classement des ventes d'albums de l'Oricon.
Il contient cinq CD (titrés d'après des objets célestes) compilant dans le désordre cinquante titres (dont plusieurs instrumentaux) tirés des singles ou albums du groupe, sélectionnés par son musicien, auteur, compositeur et producteur Tetsuya Komuro alias "TK" ; il contient en plus deux titres inédits sur le deuxième CD, prévus sortir en single en 2008 avant l'annulation du projet : une reprise de Get Wild et Spicy Girls.
Le coffret inclut aussi les deux nouveaux DVD de séquences inédites qui figurent dans le coffret Anniversary Box (15 Years Special DVD 1 avec des interprétations live et quelques clips, et 15 Years Special DVD 2 avec des documentaires et making of).
Disques